# Khartaphu
Der Khartaphu (auch Kharta Phu) ist ein 7227 m (nach anderen Quellen 7213 m) hoher Berg im Himalaya im Kreis Dingri des Regierungsbezirks Shigatse im Autonomen Gebiet Tibet der Volksrepublik China 9,85 km nordnordöstlich vom Mount Everest.
Der 7045 m hohe Lhakpa Ri liegt südlich des Khartaphu. Weiter südlich erhebt sich die Nordostschulter des Mount Everest. Der Kartaphu besitzt einen westlich gelegenen Nebengipfel, den 7018 m hohen Xiangdong (⊙).

## Besteigungsgeschichte
Die Erstbesteigung gelang am 18. Juli 1935 Eric Shipton, Edwin Kempson und Charles Warren im Rahmen der britischen Erkundungsexpedition von 1935. Sie bestiegen den Gipfel vom Östlichen Rongpugletscher aus über dessen Tributärgletscher Sportmangletscher und den Nordwestgrat.